# Francesco Gabbani
Francesco Gabbani (Carrara, 9 settembre 1982) è un cantautore e polistrumentista italiano.
Nel corso della sua carriera ha vinto per due volte il Festival di Sanremo, rispettivamente nel 2016 nella sezione "Nuove proposte" con il brano Amen (ottenendo anche il Premio "Emanuele Luzzati", il Premio della Critica "Mia Martini" e il Premio "Sergio Bardotti" per il miglior testo) e nel 2017 nella categoria "Big" con il brano Occidentali's Karma (ottenendo anche il Premio TIMmusic), diventando il primo cantante nella storia del Festival di Sanremo ad aver vinto nelle due principali categorie della manifestazione canora in due edizioni consecutive. Nel 2017 è stato scelto come rappresentante dell'Italia all'Eurovision Song Contest, dove si è piazzato al sesto posto. Si è poi classificato al secondo posto al Festival di Sanremo 2020 con il brano Viceversa, ottenendo il Premio TIMmusic.

## Biografia

### Primi anni e Trikobalto
Nato nel 1982 a Carrara da una famiglia proprietaria di un negozio di strumenti musicali, ha avuto modo di avvicinarsi alla musica già in tenera età. A quattro anni, infatti, ha iniziato con la batteria e a nove anni con la chitarra. Suona anche il pianoforte, il basso e la tastiera e dopo aver lavorato come fonico e tecnico di palco, ha iniziato il suo percorso artistico come musicista suonando blues, funk e jazz.
Prima di completare gli studi presso il Liceo Classico "E. Repetti" di Carrara, a diciotto anni ha firmato il suo primo contratto discografico e registra con il progetto Trikobalto un album prodotto da Alex Neri e Marco Baroni dei Planet Funk. I video dei due singoli estratti entrano in rotazione sulle principali emittenti televisive musicali e permettono ai Trikobalto di esibirsi nei principali festival italiani, tra i quali l'Heineken Jammin' Festival, di partecipare alle serate targate Rock TV e di aprire al BlueNote di Milano l'unica data italiana degli Oasis.
Nel 2010, sulla scia del successo del primo disco, arriva per i Trikobalto l'uscita del secondo album, Necessità primarie, prodotto da Marco Patrignani. Segue un tour in Francia e la realizzazione del video di Preghiera maledetta. I Trikobalto sono scelti come supporter dell'unica data italiana degli Stereophonics e sono tra gli ospiti al Palafiori di Sanremo durante l'edizione 2010 del Festival. In primavera Gabbani lascia la band e firma un nuovo contratto discografico per la realizzazione del suo primo progetto solista.

### 2011-2016: carriera solista:Greitist IzeEternamente ora

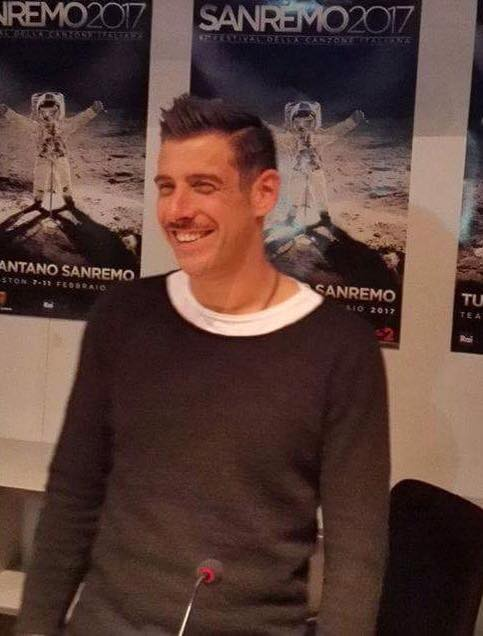
Gabbani al Festival di Sanremo 2017

Nel corso del 2011 Gabbani ha pubblicato quattro singoli: Italia 21, Un anno in più, Estate e Maledetto amore, quest'ultimo tratto dalla colonna sonora del film L'amore fa male di Mirca Viola. Nel 2014 è uscito il suo primo album in studio da solista, Greitist Iz, dal quale è stato estratto il singolo I dischi non si suonano. Nel 2015 ha iniziato a collaborare con la BMG Rights Management in qualità di autore e firmando un contratto di esclusiva.
Nell'autunno 2015 si è presentato a Sanremo Giovani con il brano Amen, composto dal cantautore stesso su testo del paroliere Fabio Ilacqua, superando il concorso canoro che gli consente l'ammissione di diritto al 66º Festival di Sanremo nella sezione "Nuove proposte". Inizialmente eliminato dalla competizione, dopo aver perso una sfida contro la cantante Miele, è riammesso in gara poiché una verifica rileva che la votazione è stata falsata da un problema tecnico nella sala stampa. La ripetizione delle operazioni di voto capovolge il risultato precedente, permettendo così a Gabbani di superare l'eliminatoria. Ammesso alla finale del 12 febbraio, il cantautore si classifica al primo posto, trionfando nella sezione "Nuove proposte". In questa occasione gli sono stati assegnati diversi premi, tra cui il Premio della Critica "Mia Martini", il Premio "Sergio Bardotti" per il miglior testo e il Premio "Emanuele Luzzati".
Nei mesi successivi alla vittoria il singolo sanremese riscosse un buon successo commerciale, raggiungendo la quattordicesima posizione della classifica, e in aprile venne certificato disco d'oro dalla FIMI per aver superato le 25 000 copie vendute. Otto mesi dopo il Festival la canzone ottenne il disco di platino per le oltre 50 000 copie vendute. Il singolo inoltre anticipò il secondo album in studio di Gabbani Eternamente ora, pubblicato il 12 febbraio 2016. L'album, contenente otto brani inediti, raggiunse la diciottesima posizione nella classifica. Il 6 maggio dello stesso anno venne estratto dall'album il secondo singolo omonimo Eternamente ora a cui seguì il singolo In equilibrio, lanciato sul mercato il 9 settembre.
Successivamente inizia il tour promozionale #gabbatour e apre concerti di artisti nazionali e internazionali come Franco Battiato, Francesco Renga, Simply Red e Anastacia, duettando con quest'ultima in I Belong to You durante il suo concerto.
In seguito Gabbani ha firmato la colonna sonora del film Poveri ma ricchi di Fausto Brizzi, con Christian De Sica ed Enrico Brignano, uscito nelle sale cinematografiche il 15 dicembre 2016. Tra le canzoni presenti nella pellicola vi è anche Foglie al gelo, brano che viene pubblicato come singolo il 9 dicembre 2016.
Nello stesso anno ha lavorato come autore per altri interpreti, collaborando insieme a Fabio Ilacqua al brano L'amore sa di Francesco Renga, contenuto nell'album del cantante bresciano Scriverò il tuo nome, pubblicato il 15 aprile 2016. Successivamente ha scritto, musicato e co-arrangiato con Celso Valli il brano Il bambino col fucile, interpretato da Adriano Celentano e incluso nell'album dell'artista milanese Le migliori, pubblicato l'11 novembre 2016.

### 2016-2018: la vittoria al Festival di Sanremo eMagellano

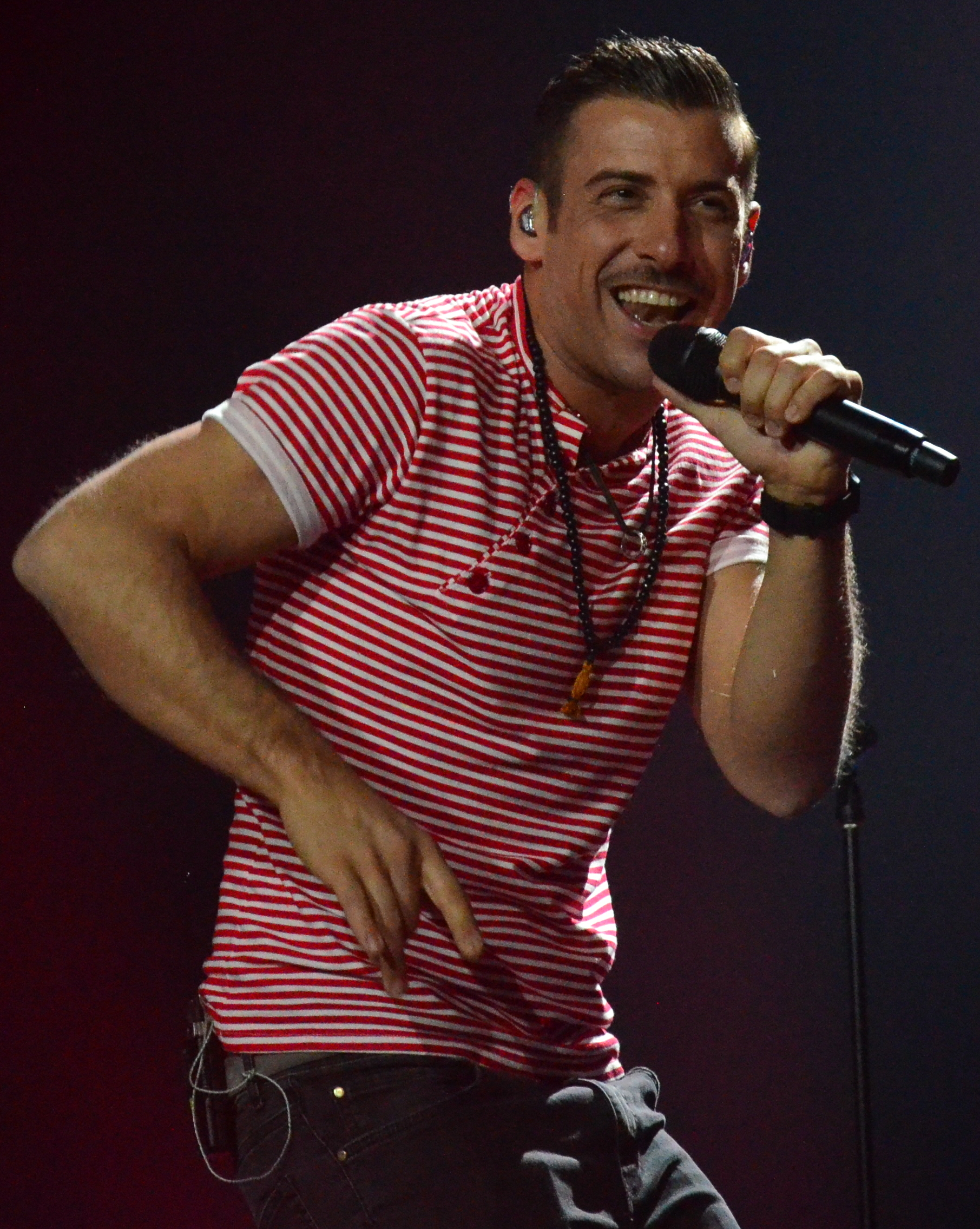
Gabbani durante le prove dell'Eurovision Song Contest 2017

Il 12 dicembre 2016 il conduttore televisivo Carlo Conti ha annunciato la partecipazione di Gabbani al Festival di Sanremo 2017, nella categoria "Big" con il brano Occidentali's Karma, composto dal cantautore insieme a Filippo Gabbani, Fabio Ilacqua e Luca Chiaravalli. Tale brano è stato eseguito con l'ausilio del ballerino Filippo Ranaldi che, indossando un costume da scimmia, ha partecipato alla coreografia del brano. L'11 febbraio 2017 Gabbani si è aggiudicato il 67º Festival di Sanremo, risultando vincitore della competizione canora per il secondo anno consecutivo, davanti a Fiorella Mannoia con Che sia benedetta ed Ermal Meta con Vietato morire.
Il singolo Occidentali's Karma, pubblicato il 9 febbraio 2017, ha riscosso grande successo commerciale sia in Italia – dove ha raggiunto e mantenuto la prima posizione della classifica per tre settimane consecutive – sia in Europa, entrando nelle classifiche di altre quattordici nazioni. A solo una settimana di distanza dalla sua pubblicazione, il brano sanremese è stato certificato disco d'oro dalla FIMI per le oltre 25 000 copie vendute mentre la settimana successiva ha ottenuto il disco di platino per il superamento delle 50 000 copie vendute. Inoltre il video musicale del brano ha ottenuto 284 000 000 visualizzazioni su Vevo.
In qualità d'interprete della canzone vincitrice del Festival, Gabbani è stato automaticamente designato come rappresentante dell'Italia all'Eurovision Song Contest 2017 a Kiev. Francesco Gabbani dichiara il 24 febbraio 2017, durante il programma Standing Ovation, che Occidentali's Karma sarà cantata per l'occasione interamente in italiano. Nella manifestazione europea Gabbani si è classificato al sesto posto, vincendo il Premio della Sala Stampa (Press Award).
Il 4 aprile ha annunciato l'uscita del suo terzo album in studio Magellano, uscito il 28 aprile. Da esso sono stati estratti ulteriori tre singoli: Tra le granite E le granate (5 maggio), Pachidermi e pappagalli (15 settembre) e La mia versione dei ricordi (24 novembre). Nell'estate dello stesso anno ha vinto la prima edizione del Power Hits Estate con il brano Tra le granite E le granate.
In seguito all'uscita dell'album, Gabbani ha intrapreso un tour di 44 date con circa 140 000 persone ad assistere in totale, dato che gli ha conferito uno dei premi ai Wind Music Awards del 2018. Per festeggiare l'anno concluso e i grandi successi, l'artista si è esibito per la prima volta in un palazzetto, ovvero al Nelson Mandela Forum di Firenze il 20 gennaio 2018. Per celebrare tale successo nel maggio 2018 ha pubblicato il singolo Selfie del selfie, originariamente inclusa come traccia fantasma dell'album.
Nell'estate 2018 ha intrapreso il minitour Magellano è ancora in viaggio, composto da sei date, per poi esibirsi anche alla manifestazione Meraviglioso Modugno a Polignano a Mare e in Piazza del Duomo a Milano per il concerto di Capodanno.

### 2019-2020: terzo Sanremo eViceversa
Il 10 maggio 2019 Gabbani ha pubblicato il singolo È un'altra cosa, il primo atto ad anticipare l'uscita del quarto album di inediti. Il 9 novembre 2019 è stato presentato attraverso WhatsApp il brano Duemiladiciannove, seguito due giorni più tardi dal relativo video diretto da Olmo Parenti.
Il 31 gennaio 2020 ha annunciato il quarto album Viceversa, mentre pochi giorni più tardi ha preso parte al Festival di Sanremo con il singolo omonimo, con il quale si è classificato al secondo posto, vincendo il Premio Tim Music. I testi dell'album affrontano il tema della condivisione e dell'abbandono dell'individualismo, come spiegato dallo stesso Gabbani. Un terzo singolo, Il sudore ci appiccica, è stato pubblicato il 5 giugno.
Nello stesso anno il cantautore ha aderito al supergruppo Italian Allstars 4 Life che ha riunito oltre cinquanta artisti italiani per l'incisione del brano Ma il cielo è sempre blu, cover corale del brano di Rino Gaetano. I ricavati del singolo, pubblicato l'8 maggio, sono stati devoluti alla Croce Rossa Italiana per sostenere Il Tempo della Gentilezza, progetto a supporto delle persone più fragili colpite dalla pandemia di COVID-19. In seguito il 16 ottobre 2020 venne pubblicata una nuova versione di Einstein intitolata Einstein (E=mc²) con il relativo video. Il 23 dicembre ha tenuto un concerto in livestream insieme al flautista Andrea Griminelli presso il Teatro Comunale di Ferrara, eseguendo in chiave acustica alcuni brani dei suoi album e le cover natalizie White Christmas, Adeste fideles e Happy Xmas (War Is Over).

### 2021-2022:Volevamo solo essere felici
Il 3 settembre 2021 Gabbani ha presentato il singolo La rete, volto ad anticipare il suo quinto album di inediti. Nello stesso anno ha collaborato alla colonna sonora della serie televisiva Un professore con il singolo Spazio tempo.
Nel mese di marzo dell'anno seguente è stato annunciato il titolo dell'album, Volevamo solo essere felici, e l'11 dello stesso mese è stato pubblicato il singolo omonimo. La promozione del disco è proseguita poi con il Francesco Gabbani Live 2022, partito il 28 giugno.

### 2022-2024:Ci vuole un fiore e tour

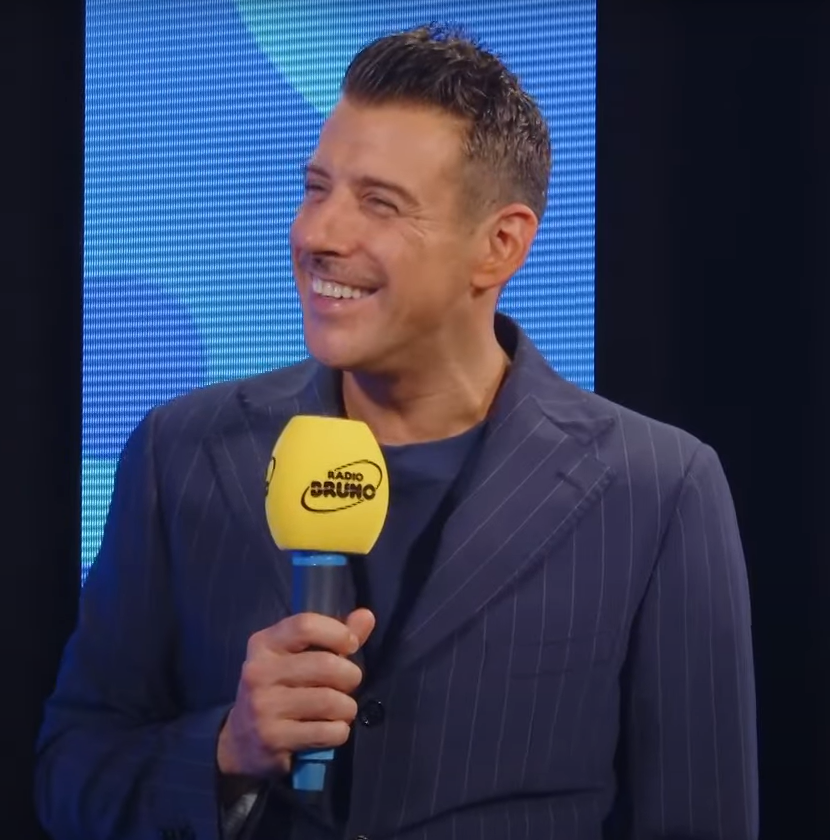
Gabbani intervistato durante l'ospitata al Festival di Sanremo 2024

L'8 aprile 2022, insieme a Francesca Fialdini, conduce il suo primo programma televisivo, intitolato Ci vuole un fiore. Nello stesso anno ha pubblicato i singoli Peace & Love e Natale tanto vale e ha esordito come attore nel film La donna per me. Il 7 aprile 2023 è stata la volta del singolo L'abitudine, dopodiché l'artista ha presentato, in veste di unico conduttore, la seconda edizione del programma Ci vuole un fiore.
Gabbani è stato presente nel docufilm Enzo Jannacci - Vengo anch'io, del regista Giorgio Verdelli, presentato l'8 settembre 2023 al Festival del cinema di Venezia e uscito nelle sale cinematografiche alcuni giorni dopo, dove parla della musica del cantautore milanese.
Il 27 aprile 2023 ha annunciato il tour estivo Ci vuole un fiore tour con un totale di nove date tra il 2 luglio e il 19 agosto, oltre a un concerto speciale nella propria città e nel giorno del suo compleanno, chiamato Francesco Gabbani in Carrara "Finalmente a casa", con buona parte del pubblico da tutta la Toscana, ma anche da Stati Uniti d'America, Brasile e alcune nazioni dell'Europa; durante tale spettacolo ha presentato in anteprima il brano inedito Al di là, originariamente pensato per essere incluso nella colonna sonora della seconda stagione della serie televisiva Un professore, successivamente rimpiazzato con Spazio tempo, colonna sonora della prima stagione.
Il 9 febbraio 2024 ha partecipato come ospite al 74º Festival di Sanremo, duettando con Fiorella Mannoia con due dei loro successi, Occidentali's Karma e Che sia benedetta, rispettivamente prima e seconda classificata all'edizione 2017. Il 3 maggio seguente è uscito il singolo Frutta malinconia.
Nel 2024 è risultato essere il nono artista con più copie certificate di singoli sanremesi nella storia del Festival in epoca FIMI.

### 2025-presente: quarto Sanremo eDalla tua parte
Il 3 gennaio 2025 è uscito il singolo Vengo a fidarmi di te. Nel febbraio dello stesso anno è tornato a partecipare per la quarta volta in gara al 75º Festival di Sanremo con il brano Viva la vita, classificandosi all'ottavo posto. Il 14 febbraio, nella quarta serata dedicata alle cover, ha duettato con Tricarico cantando il brano Io sono Francesco, classificandosi al quindicesimo posto.
Il 21 febbraio 2025 ha pubblicato il suo sesto album in studio Dalla tua parte, anticipato dai singoli Frutta malinconia, Vengo a fidarmi di te e Viva la vita. Il 16 maggio dall'album è stato estratto il singolo Così come mi viene.

## Discografia

### Album in studio
- 2014 – Greitist Iz
- 2016 – Eternamente ora
- 2017 – Magellano
- 2020 – Viceversa
- 2022 – Volevamo solo essere felici
- 2025 – Dalla tua parte

### Album dal vivo
- 2017 – Sudore, fiato, cuore - Live 2017

### Colonne sonore
- 2016 – Poveri ma ricchi - Colonna sonora originale

## Filmografia

### Attore

#### Cinema
- La donna per me, regia di Marco Martani (2022)

#### Televisione
- Sconfort Zone, regia di Maccio Capatonda (2025)

## Programmi televisivi
- MTV Awards (MTV, 2017) - conduttore
- Ci vuole un fiore (Rai 1, 2022-2023) - conduttore
- X Factor (Sky Uno, TV8, 2025) - giudice

## Partecipazioni a manifestazioni canore
- Eurovision Song Contest
  - 2017 – 6º posto con Occidentali's Karma
- Festival di Sanremo (Rai 1)
  - 2016 – 1º posto sezione "Nuove proposte" con Amen
  - 2017 – 1º posto sezione "Campioni" con Occidentali's Karma
  - 2020 – 2º posto sezione "Campioni" con Viceversa
  - 2025 – 8º posto sezione "Campioni" con Viva la vita
- Sanremo Giovani (Rai 1)
  - 2015 – 6º posto con Amen

## Riconoscimenti
- Eurovision Song Contest
  - 2017 – Vincitore del Premio Marcel Bezençon (Press Award) con Occidentali's Karma
- Festival di Sanremo
  - 2016 – Vincitore sezione "Nuove proposte" con Amen
  - 2016 – Premio "Emanuele Luzzati" sezione "Nuove proposte" per Amen
  - 2016 – Premio della Critica "Mia Martini" sezione "Nuove proposte" per Amen
  - 2016 – Premio "Sergio Bardotti" per il miglior testo sezione "Nuove proposte" per Amen
  - 2016 – Premio Lunezia per il valore musical-letterario dell'album Eternamente ora, sezione "Nuove proposte"
  - 2017 – Vincitore sezione "Campioni" con Occidentali's Karma
  - 2017 – Premio TIMmusic per Occidentali's Karma
  - 2017 – Targa in via Matteotti a Sanremo per Occidentali's Karma
  - 2020 – Premio TIMmusic per Viceversa
- Music Awards
  - 2017 – Premio "CD d'oro" per l'album Magellano
  - 2017 – Premio "Singolo multiplatino" per Occidentali's Karma
  - 2018 – Premio "CD platino" per l'album Magellano
  - 2018 – Premio singolo di platino per Tra le granite E le granate
  - 2018 – Premio Live
- RTL 102.5 Power Hits Estate
  - 2017 – Premio per Tra le granite E le granate
- Sanremo Giovani
  - 2015 – Sesto classificato della nona edizione con Amen
- Telegatto
  - 2022 – Premio per il talento artistico e l'attenzione all'ambiente